# Melanichneumon albipictus
Melanichneumon albipictus är en stekelart som först beskrevs av Johann Ludwig Christian Gravenhorst 1820.  Melanichneumon albipictus ingår i släktet Melanichneumon och familjen brokparasitsteklar.

## Underarter
Arten delas in i följande underarter:
- M. a. intermedius
- M. a. sinicus
- M. a. leucomelanus